# 미요시 정권
미요시 정권(일본어: 三好政権 みよしせいけん[*])은 덴분 18년(서기 1549년)에서 에이로쿠 11년(서기 1568년)까지 지속된 무가정권이다. 동시대의 다른 센고쿠 다이묘 지방정권 들과는 크게 다른 중앙정권이었다.
미요시씨는 시나노국 수호인 오가사와라씨의 유파를 이어받은 가문으로서 아와국 미요시군을 거점으로 하였다.